# Haplogrupo C (ADNmt)
En genética humana el haplogrupo C es un haplogrupo mitocondrial que desciende del CZ y que está extendido en amerindios y en Eurasia Oriental, predomina en Siberia y está en menor frecuencia en Asia Oriental y Asia Central.
Se originó en  Siberia o Asia Oriental hace 28.000 años como promedio y sus marcadores genéticos son 3552A, 9545, 11914, 13263, 14318 y 16327.

## Distribución
Sudamérica: En nativos americanos las frecuencias más importantes están en Sudamérica en el Norte de la Amazonía obteniendo 48% como promedio de 11 tribus analizadas, destacan también los nukak y los guambianos de Colombia con 80% y 78%, los yanomami de Venezuela con 72% y los maquiritare 60%. Más al Sur en las regiones de la Araucanía y Patagonia, se encontró en yaganes 48%, fueguinos 42%, mapuches 44% y pehuenches 41%.
Caribe: En el Caribe hay una probable influencia de los pueblos sudamericanos, encontrándose alta frecuencia en muestras antiguas de taínos de República Dominicana con 75% y en siboneyes de Cuba con 60%. En el resto de América está muy difundido pero en menores frecuencias.
Siberia: C es el haplogrupo más importante en Siberia, con alta frecuencia en los yucaguires de la región del Kolymá con 69%, yakutos 64%, evenkis del Este 64% y del oeste 48%. Otras fuentes reportan C2 y C3 en los evenkis dando 72% y en los tofalar de Irkutsk 61%. Importante también en samoyedos como los nganasan 51%, en tuvanos 50%, altaicos 32% y teleutas 28%. En buriatos 40% y koriakos 36%.
Resto de Asia: Menor presencia en Asia Oriental y península de Indochina, con frecuencias comunes de 0-8%. Mayor presencia en Mongolia con 25% y en Asia Central, en donde destacan los kirguises con 30%. También se encuentra en persas, Subcontinente indio y poco en Indonesia.

## Subclados
- M8 (4715, 7196A, 8584, 15487T, 16298)
  - CZ (249d)
    - Haplogrupo C (3552A, 9545, 11914, 13263, 14318, 16327)
      - C1 (290-291d  16325): Común en América.
        - C1a: Japón y Siberia.[11]
        - C1b: En amerindios, especialmente en América del Sur.[12] Encontrado entre los actuales na-dené en América del Norte.[13]
          - C1b16: subhaplogrupo caracterizado por las transiciones en las posiciones 146 y 12813 del genoma mitocondrial. Este es un clado local que se distingue por ser muy frecuente  en el Centro de Argentina (CA) y en la región Centro Oeste de Argentina (COA). Aunque está presente ocasionalmente en otras regiones como Andes Centrales, Gran Chaco, Patagonia, Bolivia y Chile, su mayor frecuencia y diversidad en CA y COA sugieren que este linaje se originó en estas áreas y se dispersó posteriormente desde allí.[14]

        - C1c: En amerindios muy extendido en América, especialmente en México.[12]
        - C1d: En amerindios, especialmente en América del Sur.[12][13]
        - C1e: Encontrado en Islandia y de probable origen americano o europeo (incluso asiático).[15]

      - C2 o C4 (2232.1A, 6026, 11969, 15204): Alta frecuencia en evenkis con 58%, en nativos de Irkutsk 50% y buriatos 40% (Siberia).[8]
        - C2a o C4b: Común en Siberia.
        - C2b o C4a: Común en Siberia. Poco en China e India.[16]
        - C2c o C4c: Encontrado en la tribu ijka de Colombia[6] y shuswap del Canadá.[17]

      - C3 o C5: En Siberia en chukchis, yucaguires[6] y otros.
      - C7: En China, Corea y Arunachal Pradesh (noreste de la India).[16]

| Haplogrupos de ADN mitocondrial humano |                      |      |      |      |      |      |      |      |      |      |      |      |      |      |    |    |       |       |   |   |   |   |   |   |   |  |   |   |   |   |  |  |  |  |    |    |    |
|                                        | Eva mitocondrial (L) |      |      |      |      |      |      |      |      |      |      |      |      |      |    |    |       |       |   |   |   |   |   |   |   |  |   |   |   |   |  |  |  |  |    |    |    |
| L0                                     | L1–6                 | L1–6 | L1–6 | L1–6 | L1–6 | L1–6 | L1–6 | L1–6 | L1–6 | L1–6 | L1–6 | L1–6 | L1–6 | L1–6 |    |    |       |       |   |   |   |   |   |   |   |  |   |   |   |   |  |  |  |  |    |    |    |
| L0                                     | L1                   | L2   |      |      |      | L3   | L3   | L3   | L3   | L3   | L3   | L3   | L3   | L3   | L3 | L3 | L3    | L3    |   |   |   |   |   |   |   |  |   |   |   |   |  |  |  |  | L4 | L5 | L6 |
| L0                                     | L1                   | L2   | M    | M    | M    | M    | M    | M    | M    | N    | N    | N    | N    | N    | N  |    |       |       |   |   |   |   |   |   |   |  |   |   |   |   |  |  |  |  | L4 | L5 | L6 |
| L0                                     | L1                   | L2   | CZ   | CZ   | D    | E    | G    | Q    |      | A    | I    | O    | R    | R    | R  | R  | R     | R     | R | R | R | R | R | R | R |  | S | W | X | Y |  |  |  |  | L4 | L5 | L6 |
| L0                                     | L1                   | L2   | C    | Z    | D    | E    | G    | Q    | B    | A    | I    | O    | F    | R0   | R0 |    | R2'JT | R2'JT |   |   | P | P |   | U |   |  | S | W | X | Y |  |  |  |  | L4 | L5 | L6 |
| L0                                     | L1                   | L2   | C    | Z    | D    | E    | G    | Q    | B    | A    | I    | O    | F    | HV   | HV | JT | JT    | K     |   |   | P | P |   |   |   |  | S | W | X | Y |  |  |  |  | L4 | L5 | L6 |
| L0                                     | L1                   | L2   | C    | Z    | D    | E    | G    | Q    | B    | A    | I    | O    | F    | H    | V  | J  | T     | K     |   |   | P | P |   |   |   |  | S | W | X | Y |  |  |  |  | L4 | L5 | L6 |